# Æggerulning
Æggerulning er en gammel skik i forbindelse med påske, hvor hårdkogte æg males og rulles ned ad en bakke.
I gammel skik blev det forstået som, at guderne tog imod offergaven, når ægget gik i stykker. I andre versioner gælder det om at rulle ægget længst eller at ramme de andres æg.
En anden påskeskik er æggekast.